# بهرام بیگ (کوهدشت)
بهرام بیگ (کوهدشت)، روستایی از توابع بخش کوهنانی شهرستان کوهدشت در استان لرستان ایران است.

## جمعیت
این روستا در دهستان کوهنانی قرار دارد و براساس سرشماری مرکز آمار ایران در سال ۱۳۸۵، جمعیت آن ۷۰۳ نفر (۱۳۹خانوار) بوده‌است.